# Aarzemnieki
«Aarzemnieki» (собственно латыш. ārzemnieki — Иностранцы) — латвийская поп-группа, которая представляла Латвию на «Евровидении-2014» с песней «Cake To Bake». Группа не смогла преодолеть барьер полуфинала и в финал не квалифицировалась.
Группа была образована в 2013 году, её лидер-вокалист Йёран Штайнхауэр (нем. Jöran Steinhauer) — немец. В состав группы также входят гитарист Гунтис Вейландс (латыш. Guntis Veilands), скрипачка Катрина Диманта (латыш. Katrīna Dimanta) и Райтис Вилюмовс (латыш. Raitis Viļumovs) — ударник и бэк-вокалист.